# Missão de Apoio contra a Corrupção e a Impunidade em Honduras
A Missão de Apoio contra a Corrupção e a Impunidade em Honduras (em castelhano:  Misión de Apoyo contra la Corrupción y la Impunidad en Honduras; MACCIH ou Maccih) foi uma entidade de cooperação internacional criada em 19 de janeiro de 2016 por meio de um acordo assinado em Washington D.C. entre a Organização dos Estados Americanos (OEA) e o governo de Honduras presidido por Juan Orlando Hernández; tornando-se a primeira missão da OEA para o combate da corrupção e da impunidade em um Estado-membro. Foi integrada por um período de quatro anos, findo o qual foi dissolvida em 19 de janeiro de 2020.
Contava com financiamento internacional para garantir sua total independência e autonomia. Seu objetivo final era melhorar o sistema de justiça hondurenho na prevenção e na luta contra a corrupção e a impunidade por meio de colaboração ativa, assessoria, supervisão e certificação das instituições estatais encarregadas de combater e prevenir a corrupção.
A MACCIH surgiu em resposta a uma série de protestos motivados pelo escândalo de roubo envolvendo o Instituto Hondurenho de Seguridade Social. Sua atuação levou ao julgamento de catorze casos — incluindo o supracitado — e a judicialização de 113 pessoas, incluindo uma ex-primeira-dama. Colaborou também na promulgação da Lei da Política Limpa e na integração dos primeiros tribunais do país para atos de corrupção.